# Hajmel
Hajmel è una località del comune di Vau i Dejës in Albania (prefettura di Scutari).
Fino alla riforma amministrativa del 2015 era comune autonomo, dopo la riforma è stato accorpato, insieme agli ex-comuni di Bushat, Shllak, Temal e Vig Mnelë a costituire la municipalità di Vau i Dejës.

## Storia
Il nome deriva da Ha - Mel, (in albanese: ha-mangia, Mel-Orzo) inteso come zona dove si mangiava/si coltivava l'Orzo.
I primi insediamenti particolarmente intensi nella zona di Hajmel si notano a partire dal tardo medioevo. Diversi documenti ne danno testimonianza che ad esempio la tribù dei Vokrri è presente a Hajmel a partire almeno dal XV secolo, anche se diverse testimonianze dicono che ancora prima era già una piccola tribù che si chiamava Tomaj ancora presente. Inoltre sono stati trovati degli oggetti che mostrano che ancora molto prima nei siti montagnosi c'erano continuamente luoghi di abitazione.
I primi insediamenti trovano luogo nella valle di Turra della montagna di Hajmel che si chiama Shita. In questo campo era edificata anche la chiesa di San Martino.
Al culmine della montagna era edificata una fortezza con dimensioni circa 3500 m2, il Castello di Gytesa. La costruzione del castello rissale al I secolo dopo Cristo. A partire dalla base della montagna, tutta l'area sottostante era coperta dall'acqua. Dopo il ritiro dell'acqua, l'area diventerà una pianura enorme che inizia al di sotto del fiume Drin e fino ai confini della città di Alessio. Questo vasto campo si chiamerà Zadrima (dal serbo: Za - oltre, e dal fiume Drin, per indicare che la zona stava oltre il fiume). In questa pianura si edificheranno ulteriormente circa 14 villaggi tra i quali Hajmel che avrà luogo nella zona che parte dalla montagna di Shita e si espande in circa 30 km2 davanti ad essa.
Secondo la leggenda tra il II e III secolo dopo Cristo, una grave malattia, la pestilenza, portò lo sterminio di quasi tutta la popolazione, dove la maggior parte morirono e una parte andarono in vari luoghi. Dopo questo periodo, Hajmel viene nuovamente popolato da famiglie che scendono da altre zone montagnose.
Le tracce del cristianesimo sono molto evidenti in questa parte dell'Albania. Non solo si parla di battaglie importanti contro l'Impero ottomano che voleva imporre la sua religione, ma gli abitanti di questa zona riuscirono eventualmente anche a proibire la residenza a qualsiasi famiglia musulmana. Le loro vittorie per confermare i loro diritti hanno fatto in modo che la popolazione di questa zona rimanga sempre al 100% cattolica.
Le cerimonie di Natale e di Pasqua fino al XVII secolo si celebravano alla cima del S. Ejlli (Sant'Angelo, in cima alla montagna Shita)
Nel cimitero attuale fu costruita la chiesa di San Paolo. Prima del 1600, questa chiesa si chiamava Chiesa in Rrushkull poi viene battezzato con il nome della chiesa di San Paolo, fino ad arrivare ai giorni d'oggi dove è stata costruita un'altra chiesa nel centro di Hajmel che è dedicata ai Santi Pietro e Paolo.
Inoltre si trovano numerose trace della storia antica che rendono immortali le lotte contro gli Ottomani per salvare i diritti riguardo alla fede tradizionale albanese e alle loro usanze. Nel territorio del Comune di Hajmel gli abitanti cantavano e recitavano diverse poesie, sopravvissute anche a i nostri tempi, fatte da autori incerti a causa della mancanza dei mezzi di stampa.
Per quanto riguarda l'aspetto del territorio, diversi specialisti internazionali del settore hanno affermato che la zona di Hajmel rappresenta buone possibilità di avviare la sua storia verso una realtà urbana.

## Hajmel come Unità Amministrativa
Hajmel è una Unità Amministrativa del Comune di Vau Dejes con i seguenti frazioni:
- Dheu Lehte
- Pistull
- Paçram
- Nenshat